# Observatório de Tallinn

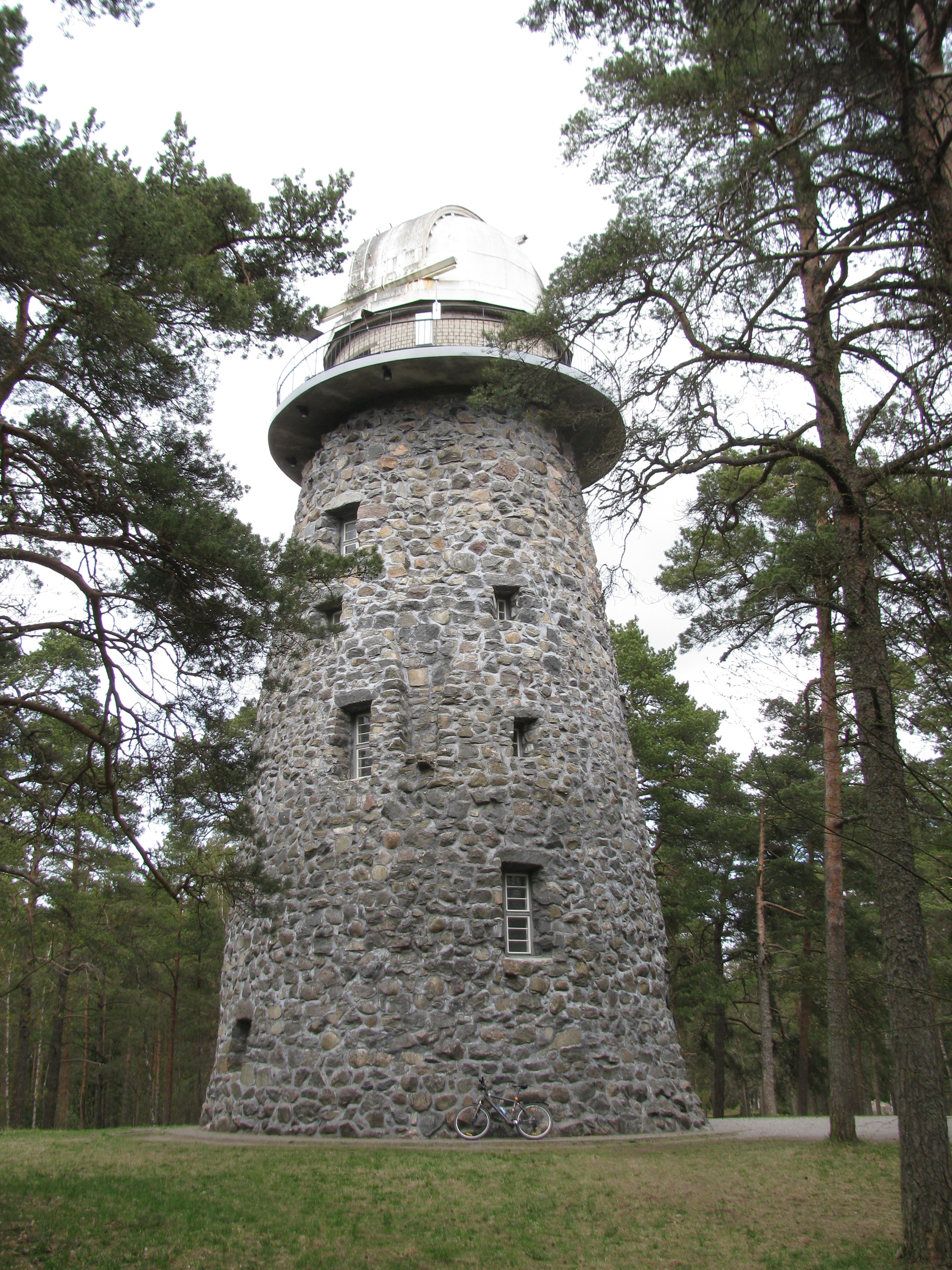
Observatório de Tallinn

O Observatório de Tallinn (em estoniano:  Tallinna tähetorn) é um observatório em Tallinn, na Estónia. Desde 1993 o observatório faz parte da Universidade de Tecnologia de Tallinn.
O observatório foi estabelecido em 1954. Antes de ser usado como um observatório, o edifício era a torre de observação de Glehn (do Castelo de Glehn ). 